# ブルネイ財務省ビル
ブルネイ財務省ビル（ブルネイざいむしょうビル）は、ブルネイの首都・バンダルスリブガワンにある、1990年に着工、2001年に開業した建築物。正式名称は「ブルネイ財務省庁舎」である。
高さは120mで、ブルネイでは1位、ボルネオ島ではマレーシア・シブの三洋大厦（Wisma Sanyan、126m）、同国コタキナバルのメナラ・トゥン・ムスタファ（Tun Mustapha Tower、122m）に次いで3位、東南アジアでは28位の高さである。地上20階、地下1階建てであり、木造が主流のブルネイでは施工例の少ない鉄筋コンクリート構造のビルである。
このビルには財務省本庁、ブルネイ通貨金融庁、ブルネイ投資庁（Brunei Investment Agency）が入居している。ブルネイ財務省ビルはバンダルスリブガワン中心街から5km離れたところにある。

## 概要
- 建築面積：21,849m2[1]
- 敷地面積：64,684m2[1]

## 財務省
ブルネイ財務省（ブルネイざいむしょう、Ministry of Finance Brunei）は、ブルネイ独立時から存在する省であり、ハサナル・ボルキア国王が財務大臣を兼務している。以前はハサナル・ボルキア国王の実弟ジェフリ・ボルキアが財務大臣を務めていたが、国家予算を自身の所有する建設会社の赤字補填のために流用していたことが発覚し、解任された。
2010年に日本のSBIホールディングスと投資ファンドの共同設立で合意した。